# Guardian First Book Award
Le Guardian First Book Award (« Prix Guardian du premier livre ») est un prix littéraire britannique, décerné à l'initiative du quotidien The Guardian. Il récompense des publications de premières œuvres, et permet ainsi de mettre en lumière le travail remarquable d'auteurs qui n'ont jamais été publiés auparavant.

## Historique
Le Guardian décerne un prix littéraire depuis 1965, nommé à l'origine Guardian Fiction Prize (« Prix Guardian de la fiction »). C'est en 1999 que ce prix se tourne exclusivement vers les premiers ouvrages, et s'ouvre aux œuvres documentaires ainsi qu'à celles de fiction comme l'atteste l'évolution du titre vers Book (« livre ») qui ouvre davantage de possibilités que l'ancienne formulation.

## Sélection
Les livres sont présélectionnés par des comités de lecture composés de lecteurs critiques organisés en groupes d'amateurs à travers le pays. Le gagnant du prix est ensuite désigné par un jury de personnalités, à partir d'une liste de cinq ouvrages retenus par les comités de lecture.
La récompense est décernée une fois par an, et est assortie d'un prix de 10 000 £.
Le prix a un impact important sur les ventes des ouvrages, qu'il s'agisse du lauréat lui-même ou des livres inscrits sur la liste des candidats retenus.

## Palmarès
- 1999 : Philip Gourevitch : We Wish to Inform You That Tomorrow We Will Be Killed With Our Families
- 2000 : Zadie Smith : Sourires de loup (White Teeth)
- 2001 : Chris Ware : Jimmy Corrigan
- 2002 : Jonathan Safran Foer : Tout est illuminé (Everything Is Illuminated)
- 2003 : Robert Macfarlane : Mountains of the Mind
- 2004 : Armand Marie Leroi : Mutants: On Genetic Variety and the Human Body
- 2005 : Alexander Masters : Stuart: A Life Backwards
- 2006 : Yiyun Li : Un millier d'années de bonne prières
- 2007 : Dinaw Mengestu : Children of the Revolution
- 2008 : Alex Ross : The Rest Is Noise : à l'écoute du XXe siècle (The Rest Is Noise: Listening to the 20th Century)
- 2009 : Petina Gappah : An Elegy for Easterly
- 2010 : Alexandra Harris : Romantic Moderns: English Writers, Artists and the Imagination from Virginia Woolf to John Piper
- 2011 : Siddhartha Mukherjee : The Emperor of All Maladies: A Biography of Cancer
- 2012 : Kevin Powers : Yellow Birds
- 2013 : Donal Ryan : The Spinning Heart
- 2014 : Colin Barrett : Young Skins